# Westphalenové z Fürstenbergu
Westphalenové z Fürstenbergu (německy Westphalen zu Fürstenberg) je jméno starého šlechtického rodu s původem ve východním Vestfálsku, kde se řadili mezi rody Ridderskaab. Potomci rodu žijí dodnes.
Rod Westphalenů z Fürstenbergu není příbuzensky spjat s rodem von Westphalen, povýšeným do šlechtického stavu v roce 1764, a který v mužské linii zanikl v roce 1906. K onomu rodu patřili mj. Philipp von Westphalen, Ludwig von Westphalen, Jenny von Westphalen (provdaná za Karla Marxe) či Ferdinand von Westphalen, a dále Ernst Joachim (von) Westphal(en), v roce 1738 povýšený do šlechtického stavu.

## Historie rodu
Páni z Westphalenu se poprvé objevují v polovině 13. století jako šlechta původně na angrivarských územích. Jako první spolehlivě doložitelný člen rodu byl rytíř Johannes de Westvael, jmenovaný v listinách mezi lety 1249 a 1265. Patřil k družině pánů ze Schalksbergu u Mindenu a mindenského biskupa.
Ve druhé polovině 13. století jsou v dokumentech zmíněni jeho synové Arnold, Heinrich, Ludolf a Lutbert.
Na počátku 14. století se stali měšťanským rodem a vazaly hrabat z Ravensbergu, pánů z Lippe a knížat-biskupů z Paderbornu a vlastnili rozsáhlé pozemky.
Hlavními sídly byly kolem roku 1320 Lippspringe, Heidelbeck na Lipé od roku 1370, hrad Wünnenberg v roce 1379, Herbram v roce 1405 a Fürstenberg u Bürenu v roce 1455. Později přibyly další statky, včetně 1602 Laeru v Sauerlandu, 1790 Rixdorf v Holštýnsku a 1804 Chlumec v Čechách. Díky svému původu a majetku se řadili mezi rytířské rody paderbornské diecéze a Vestfálského vévodství.
Hraběcí linie Westphalenů z Fürstenbergu je největším soukromým vlastníkem lesů v zemském okresu Paderborn.

### Wesphalenové v Čechách

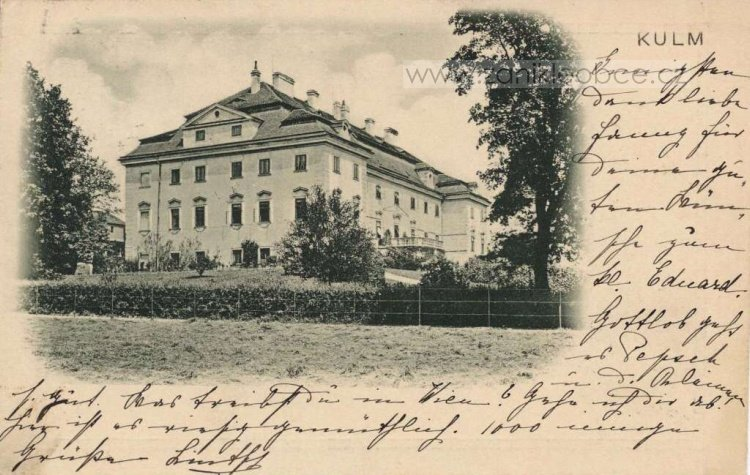
Zámek Chlumec, pohled od staré silnice

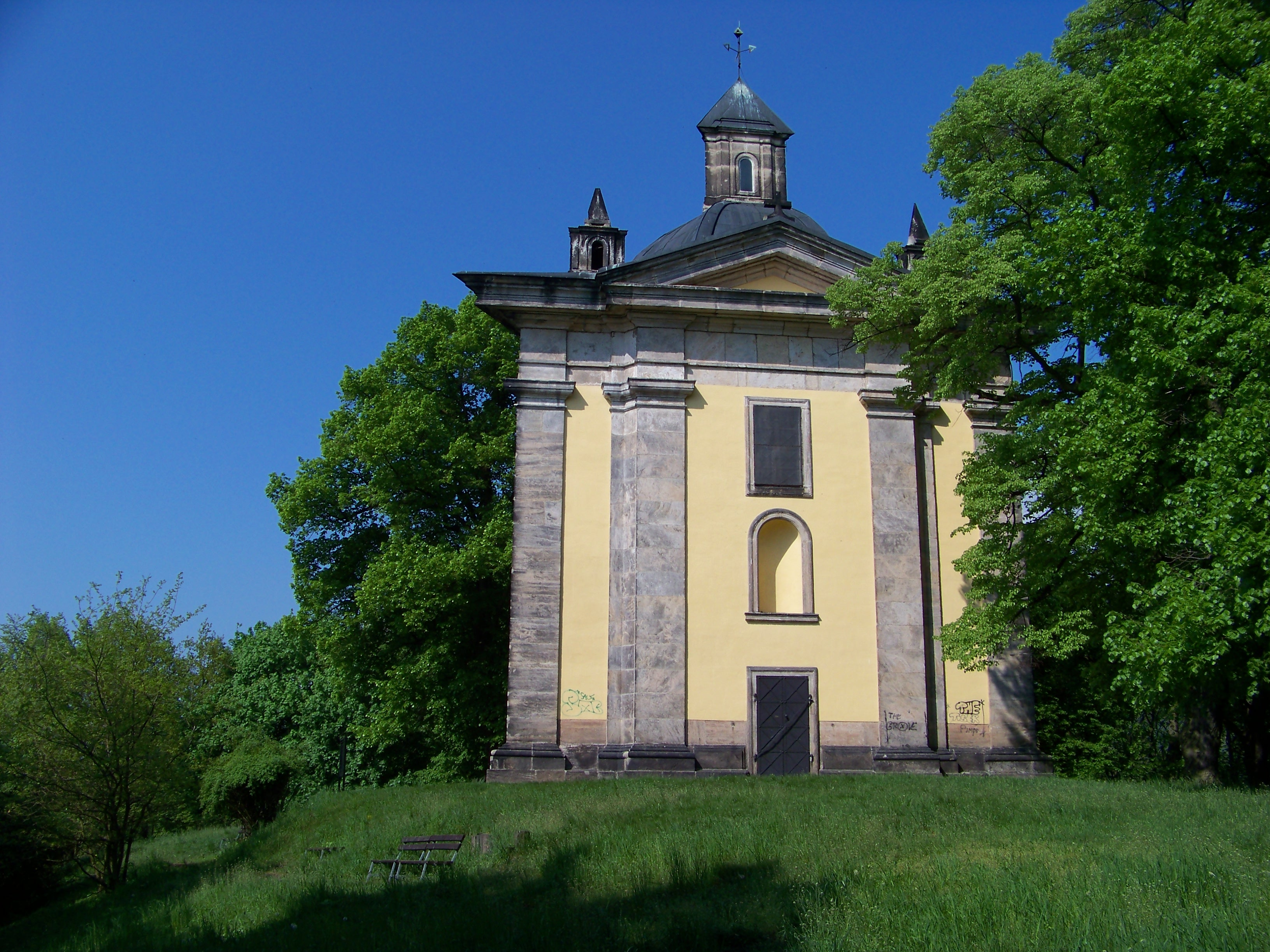
Kaple Nejsvětější Trojice na Horce, slouží jako rodová hrobka.

V Čechách vlastnil rod Westphalenů od roku 1830 Chlumec u Ústí nad Labem a stali se největšími těžaři hnědého uhlí v regionu (Důl Doblhoff I a III). Po smrti Václava Josefa z Thunu, manžela Marie Anny Krakovské z Kolovrat, byl starý chlumecký zámek kvůli dědickým sporům prodán ve veřejné dražbě rodu Westphalenů z Fürstenbergu, který jej vlastnil až do roku 1945. Westphalenové panství dále zvelebovali a připojovali sousední obce. Roku 1891 hrabě Otakar Klement Westphalen, syn prvního majitele panství Klementa Augusta Westphalena, prodal veškeré důlní vlastnictví Mostecké společnosti pro dobývání uhlí a nadále se již věnoval jen zemědělství.
Roku 1838 nechal hrabě Josef Klement pod kaplí Nejsvětější Trojice na Horce vybudovat rodinnou hrobku. Po roce 1945 bylo zaznamenáno několik pokusů o vniknutí a to jak do kaple, tak i do rodinné hrobky Westphalenů, a proto byl vchod zazděn. Jeden z nejhorších pokusů se udál roku 1955, kdy se skupina zlodějů prokopala do hrobky skrz podlahu v kapli a následně vyrabovala a poškodila rakve i s ostatky. V devadesátých letech byla kaple nákladně zrekonstruována. Roku 2009 dal obecní úřad instalovat kopie dobových dveří v kapli. V současnosti rovněž obec plánuje rekonstrukci nástěnných fresek. Poslední majitel panství hrabě Bedřich Ferdinand Westphalen spolupracoval s nacisty, v červnu 1945 byl se svou rodinou vysídlen do Vestfálska v tehdejším Západním Německu.
Na Ústecku vlastnili také panství Klíše, které roku 1898 odkoupilo město Ústí nad Labem, které se tak stalo jeho součástí. V roce 1893 hrabě Bedřich z Westphalen-Fürstenbergu zakoupil panství Lužici u Kadaně a Daroval jej jako věno své dceři, která se provdala za Alfreda Hoyose a jejich rodina jej vlastnila až do roku 1945.
Dále vlastnili několik vesnic v dnešním okrese Praha-západ - obec Buš, roku 1891 zakoupil hrabě Bedřich z Westphalenu a Fürstenbergu obec Hvozdnici
Alžběta z Westphalenu krátce vlastnila také usedlost Brabcová v Praze na Smíchově v areálu Kinského zahrady.
V roce 1910 nechali Westphalenové vystavět novogotický kostel sv. Josefa v Telnici.

### Příbuzenské vztahy
Rod se příbuzensky spojil s dalšími rody, např. Mensdorff-Pouilly, Černíny z Chudenic, Thun-Hohensteiny, Hoyosy, Šternberky, Croÿ, Trauttmansdorffy, Galeny, Hohenbergy ad.

## Význačné osobnosti rodu

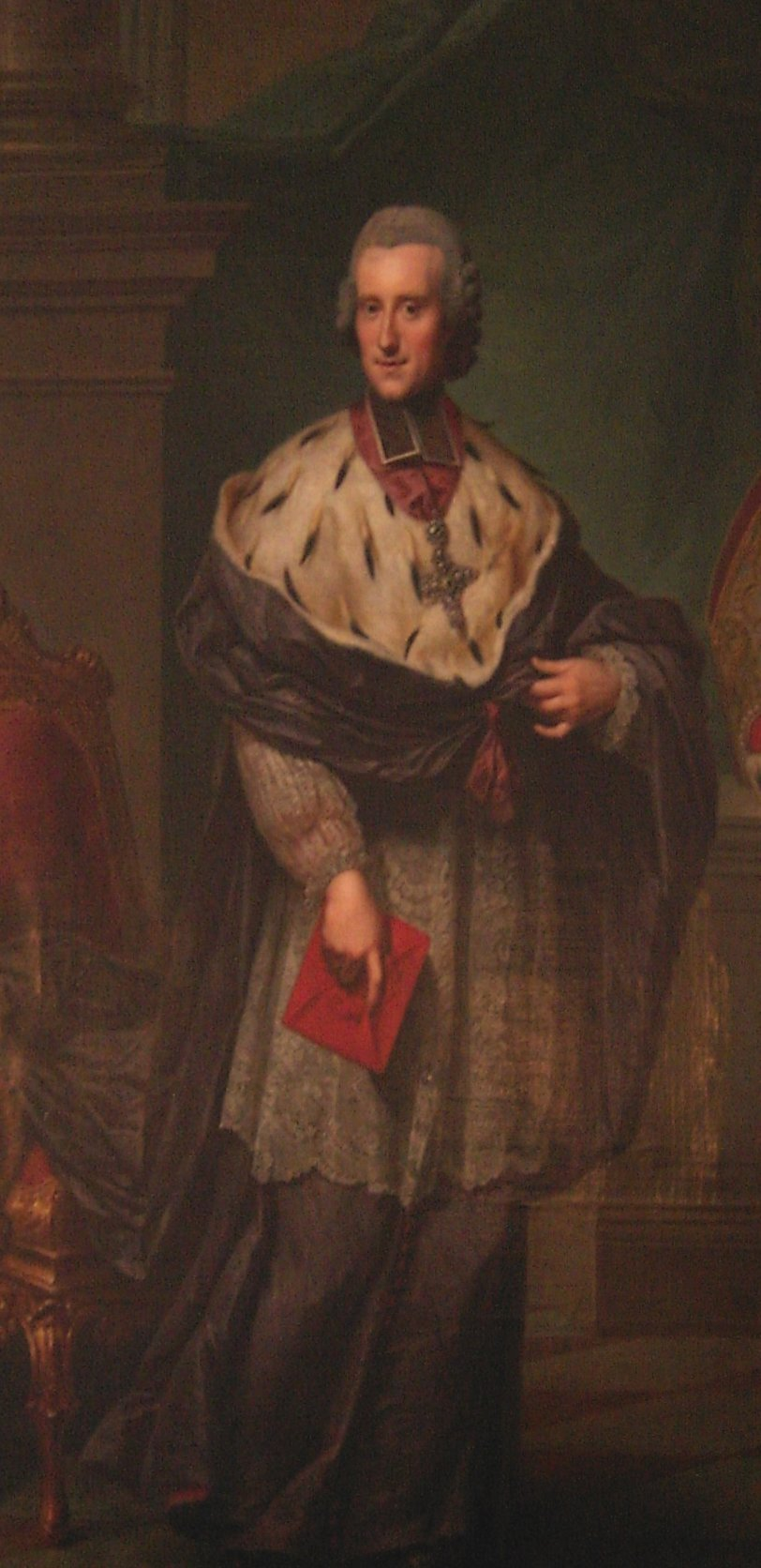
Bedřich Vilém z Westphalenu (1727-1789), kníže-biskup z Hildesheimu a Paderbornu

- Jindřich Lev z Westphalenu (1591-1640), císařský plukovník, polní seržant
- Bedřich Vilém z Westphalenu (1727–1789), kníže-biskup z Hildesheimu a Paderbornu
- Klemens August z Westphalenu (1753–1818), císařský vyslanec a kurfiřtský mohučský státní ministr, poslední purkrabí Friedberského purkrabství
- Bedřich Vilém Westphalen z Fürstenbergu (1780–1809),
- Klemens August z Westfallen-Fürstenbergu (1805–1885), německý politik
- Otto Westphalen z Fürstenbergu (1807–1856), pruský diplomat v Petrohradu narozený v Praze
- Bedřich Josef Westphalen z Fürstenbergu (1824–1865), česko-německý šlechtic a voják
- Bedřich Vilém Westphalen z Fürstenbergu (1830–1900), česko-německý šlechtic, politik a voják
- Anna Marie Westphalenová z Fürstenbergu (1850–1924), provdaná hraběnka Černínová z Chudenic, matka českého diplomata Otakara Černína
- Franz hrabě z Westfallen-Fürstenbergu (1864–1930), okresní správce v okrese Münster
- Otakar Klemens Westphalen z Fürstenbergu (1866–1941), český šlechtic a rakouský politik
- Otto z Westfallen-Fürstenbergu (1875–1927), okresní správce v okrese Lüdinghausen
- Karl hrabě von Westphalen (1898–1975), německý politik (CDU a DFU) a novinář
- Ferdinand Alois hrabě von Westphalen-Fürstenberg (1899–1989), rakouský ekonom
- Teobald Westphalen z Fürstenbergu (1901–1967), poslední člen rodu v Čechách, zemřel v Salcburku
- Aloysia „Wisa“ hraběnka z Westphalen-Fürstenbergu (rozená svobodná paní von Spiegel zu Peckelsheim, 1910–1993), německá malířka
- Johanna hraběnka z Westphalen-Fürstenbergu (rozená hraběnka von Galen, 1936–2016), německá politička, zakladatelka a dlouholetá předsedkyně organizace Křesťanských demokratů pro život (CDL)
- Friedrich von Westphalen (* 1940), německý právní vědec a právník
- Joseph von Westphalen (* 1945), německý spisovatel
- Raban von Westphalen (* 1945), německý politolog a univerzitní profesor
- Gerlinde hraběnka von Westphalen (* 1966 jako Gerlinde Sommerová), německá galeristka, novinářka a kurátorka

## Galerie

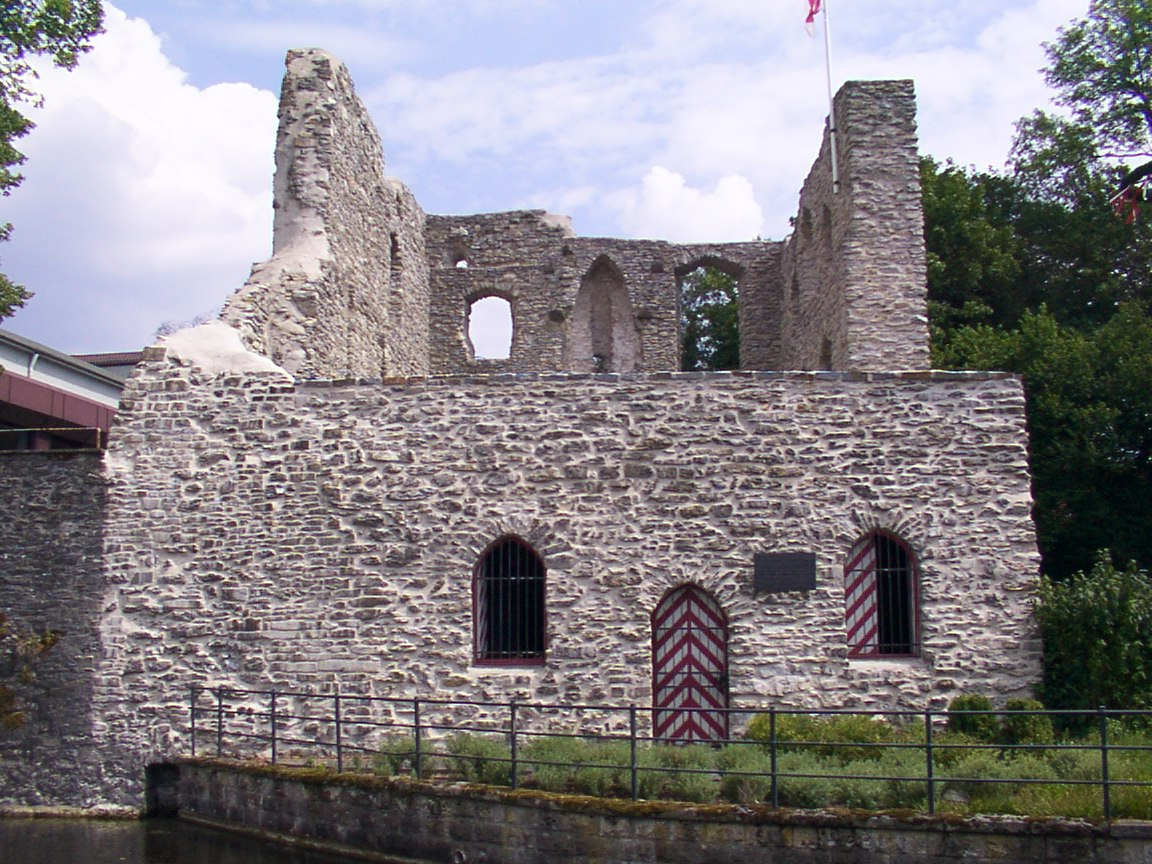
Zřícenina hradu Lippspringe
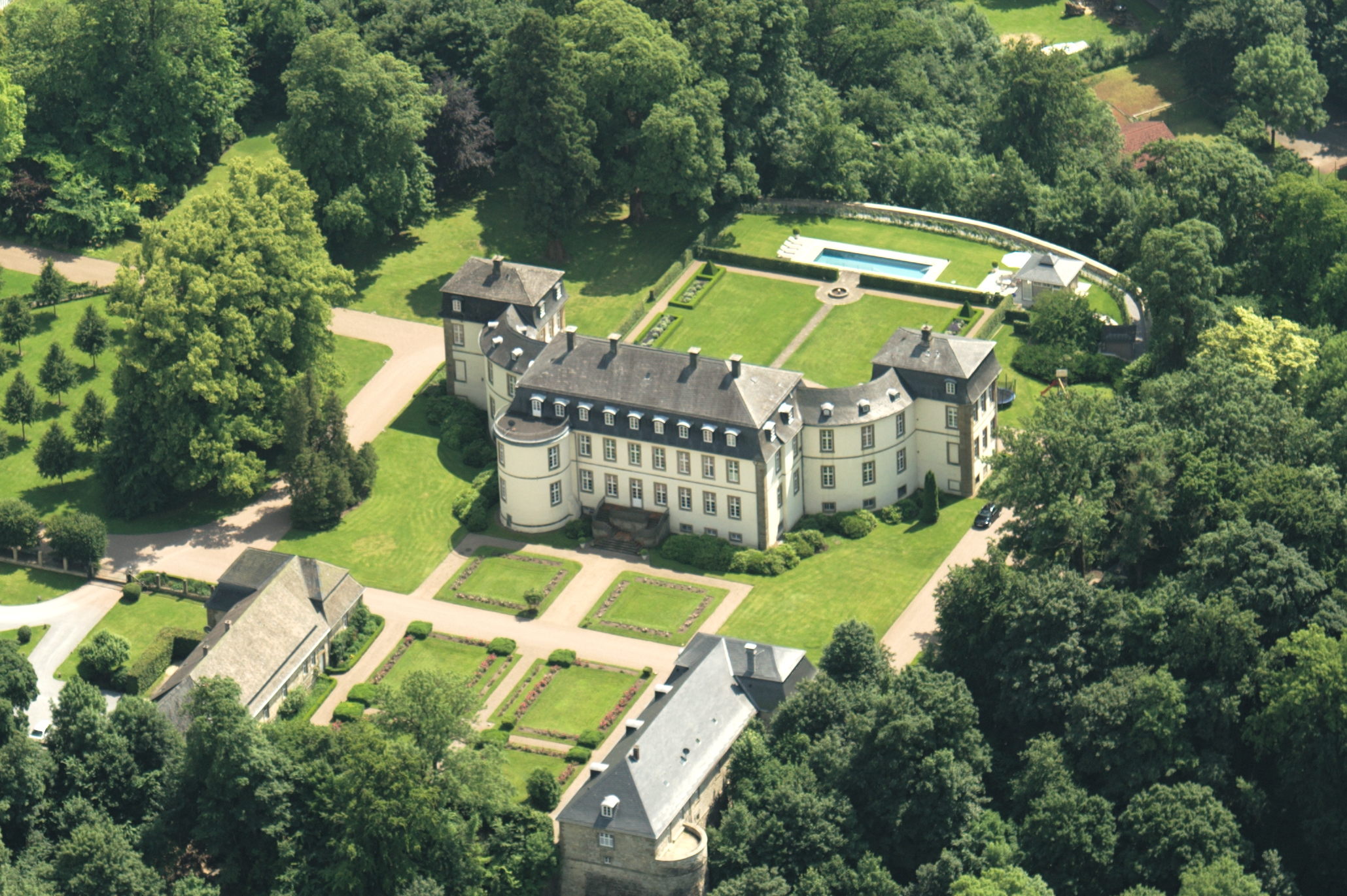
Zámek Fürstenberg u Bürenu
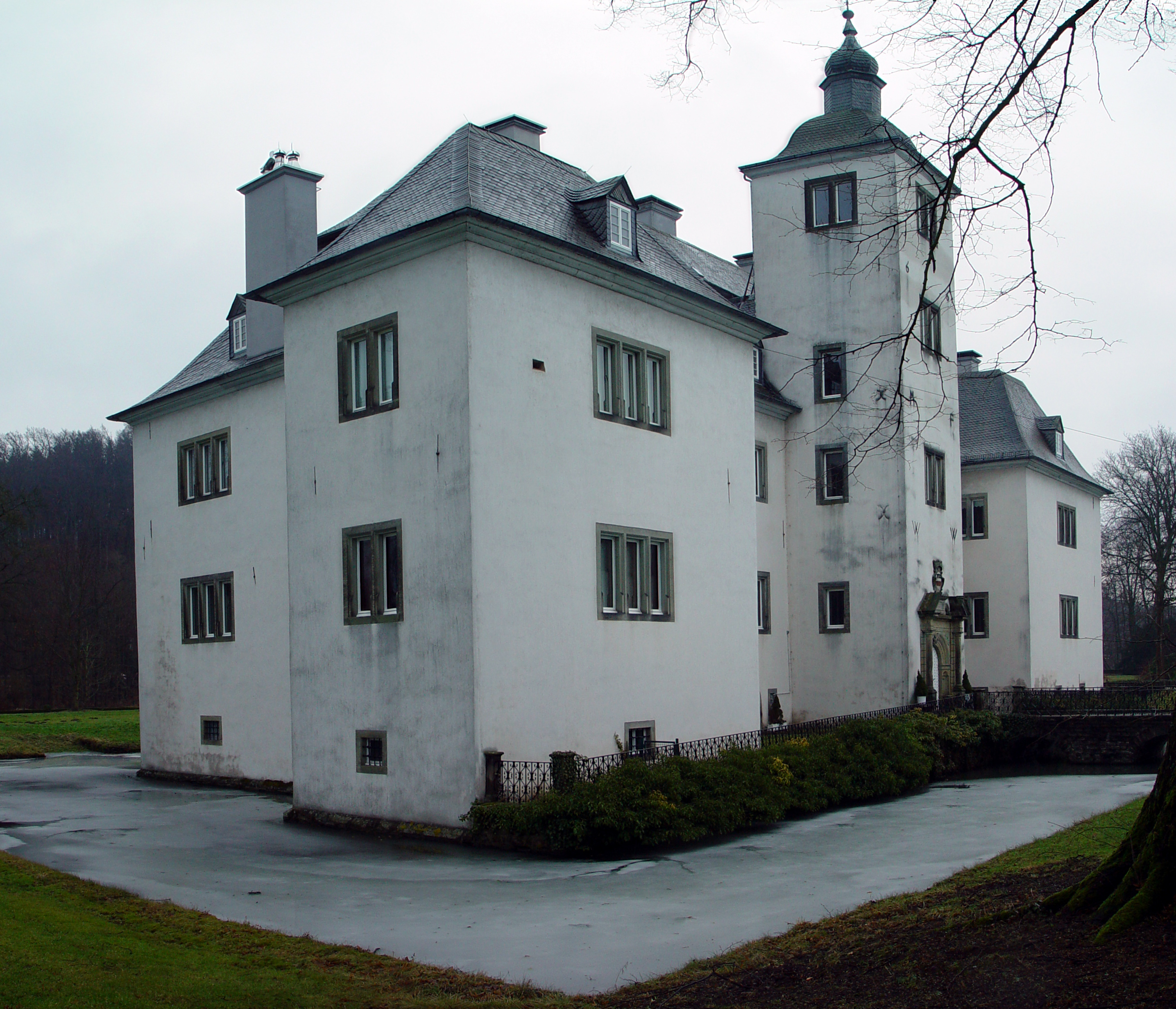
Zámek Laer poblíž Meschede
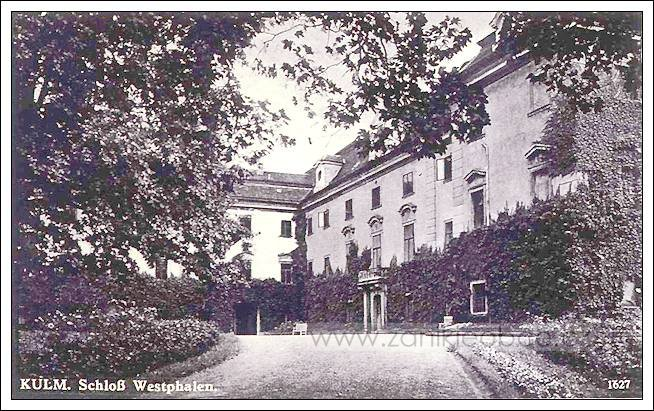
Nový chlumecký zámek v Čechách